# 나코소정
나코소정(勿来町)은 후쿠시마현 이와키군에 설치되었던 정이다. 1955년 4월 29일 나코소정 등 5개 정·촌이 합병하여 나코소시가 신설되고 폐지되었다.

## 역사
- 1889년 4월 1일 - 정촌제 시행으로, 기쿠타군 구보타촌(窪田村)이 발족.
- 1896년 4월 1일 - 이와키군 소속으로 변경.
- 1925년 5월 1일 - 정제 시행과 개칭으로 나코소정(勿来町)이 됨.
- 1955년 4월 29일 - 나코소정 및 우에다정·니시키정·가와베촌·야마다촌 등 5개 정·촌이 과 합병하여 나코소시[A]가 신설되고, 나코소정 등은 폐지되었다.